# 진성여왕 (영화)
"진성여왕"은 1964년 공개된 대한민국의 영화이다.

## 배역
- 도금봉
- 신영균
- 허장강
- 이예춘
- 김혜정
- 김신재
- 최성호
- 김희갑
- 윤인자
- 성소민
- 이업동
- 김삼화
- 김동원